# Escobar (município)
Escobar é um partido (município) da província de Buenos Aires, na Argentina.
Segundo estimativas de junho de 2007 sua população era de 203.480 habitantes, numa área de 277 quilômetros quadrados, e sua capital é a cidade de Belén de Escobar; localiza-se a 32 quilômetros de Buenos Aires.